# Zygmunt Janiszewski

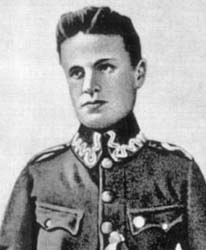
Zygmunt Janiszewski

Zygmunt Janiszewski (* 12. Juni 1888 in Warschau; † 3. Januar 1920 in Lwów) war ein polnischer Mathematiker der Warschauer Mathematikerschule.

## Leben
Janiszewski studierte ab 1907 an der Universität Zürich, der Universität München, der Uni Göttingen und in Paris an der Sorbonne. Dort wurde er 1911 bei Henri Lebesgue promoviert (Thema: Sur les continus irréductibles entre deux points) und lehrte vor dem Ersten Weltkrieg an der Société des cours des sciences in Warschau, einer unter russischer Herrschaft illegalen Universität, und ab 1913 in Lwów (Lemberg). Er kämpfte als Soldat der Piłsudski-Legion im Ersten Weltkrieg und musste dann in den Untergrund. Als Zygmunt Wicherkiewicz war er u. a. Direktor eines Waisenhauses. Nach dem Krieg wurde er 1918 Professor der Universität Warschau. Er spendete sein geerbtes Familienvermögen für wohltätige Zwecke und den Bildungsbereich. Er war, zusammen mit Wacław Sierpiński und Stefan Mazurkiewicz, der Begründer der Zeitschrift Fundamenta Mathematicae. Janiszewski starb mit 31 Jahren während der Spanischen Grippe.
Als Mathematiker beschäftigte er sich vor allem mit mengentheoretischer Topologie und war einer der Begründer dieser Richtung in Polen, wo sie in den 1920er Jahren zu hoher Blüte kam.